# Nely Carla Alberto
Nely Carla Alberto Francisca, née le 2 juillet 1983 à Saint-Sébastien, est une handballeuse internationale espagnole évoluant au poste d'arrière gauche. 
Avec l'équipe d'Espagne, elle participe aux jeux olympiques de 2012 où elle remporte une médaille de bronze. Bien qu'elle soit née en Espagne, ses parents sont originaires du Cap-Vert, elle a donc la double nationalité.

## Biographie
Elle rejoint CJF Fleury Loiret Handball en 2012, où elle remporte la coupe de France en 2014.
Libérée par Fleury Loiret à l'été 2014, elle s'engage avec Mios Biganos-Bègles pour une durée de deux ans.
Après le dépôt de bilan de l'Union Bègles-Bordeaux-Mios Biganos à l'automne 2015, Nely Carla Alberto signe un contrat avec le Brest Bretagne Handball, alors leader de 2e division, où elle retrouve son ex-coéquipière et partenaire en sélection, Marta Mangué. Elle remporte le titre de championne 2e division avant de rejoindre Chambray Touraine Handball, également promu en 1re division pour la saison 2016-2017.
Le 24 mai 2018, il est annoncé que Nely Carla Alberto s'est engagée pour deux saisons avec le club girondin du Mérignac Handball (Champion de France de D2F 2018), en provenance de Chambray (D1).
Absente des parquets lors de la saison 2019/2020 à la suite de la naissance de son premier enfant, elle rejoint le promu Handball Plan-de-Cuques pour l'exercice 2020-2021.

## Palmarès

### En équipe nationale
Jeux olympiques
- médaille de bronze aux Jeux olympiques de 2012 à Londres

championnats du monde
- troisième du championnat du monde 2011

### En club
compétitions internationales
- vainqueur de la coupe EHF en 2009 (avec SD Itxako)
- vainqueur de la coupe Challenge en 2012 (avec Le Havre AC Handball) et 2015 (avec Mios Biganos-Bègles)

compétitions nationales
- championne d'Espagne en 2009 et 2010 (avec SD Itxako)
- vainqueur de la coupe de France en 2014 (avec Fleury Loiret) et 2016 (avec Brest Bretagne Handball)
- vice-championne de France en 2013 (avec Fleury Loiret)
- finaliste de la coupe de la Ligue en 2014 (avec Fleury Loiret) et en 2015 (avec Mios Biganos-Bègles)
- championne de France de deuxième division en 2016 (avec Brest Bretagne Handball) et 2018 et 2019 (avec Mérignac Handball)